# ルイス・ルイス
ルイス・アルマンド・ルイス・カルモナ（Luis Armando Ruiz Carmona、1997年8月3日 - ）は、ベネズエラ・首都カラカス出身のプロサッカー選手。ベネズエラ・プリメーラ・ディビシオンのスリアFCに所属している。ポジションはMF。

## 来歴
2015年にデポルティーボ・ラ・グアイラのトップチームに昇格し、プロデビュー。2016年シーズン途中にスリアFCに移籍した。

## 代表経歴
2017年に2017 FIFA U-20ワールドカップ出場権を賭けた南米ユース選手権のU-20ベネズエラ代表に招集され、出場権獲得に貢献。本大会では準決勝を果たした。